# Cichlinae
Cichlinae là một phân họ cá hoàng đế phân bố ở Nam Mỹ. Chúng là cá săn mồi có thân hình tương đối dài. Trong 3 chi thuộc phân họ này, một số loài Cichla dài đến 1 mét (3,3 ft), vì vậy chúng là các loài cá hoàng đế lớn nhất của châu Mỹ, và là các loài cá lớn nhất trong họ Cá hoàng đế. Ngược lại, Teleocichla là các loài nhỏ nhất của châu Mỹ, và chiều dài của chúng chỉ đạt khoảng 6 xentimét (2,4 in).

## Hình ảnh

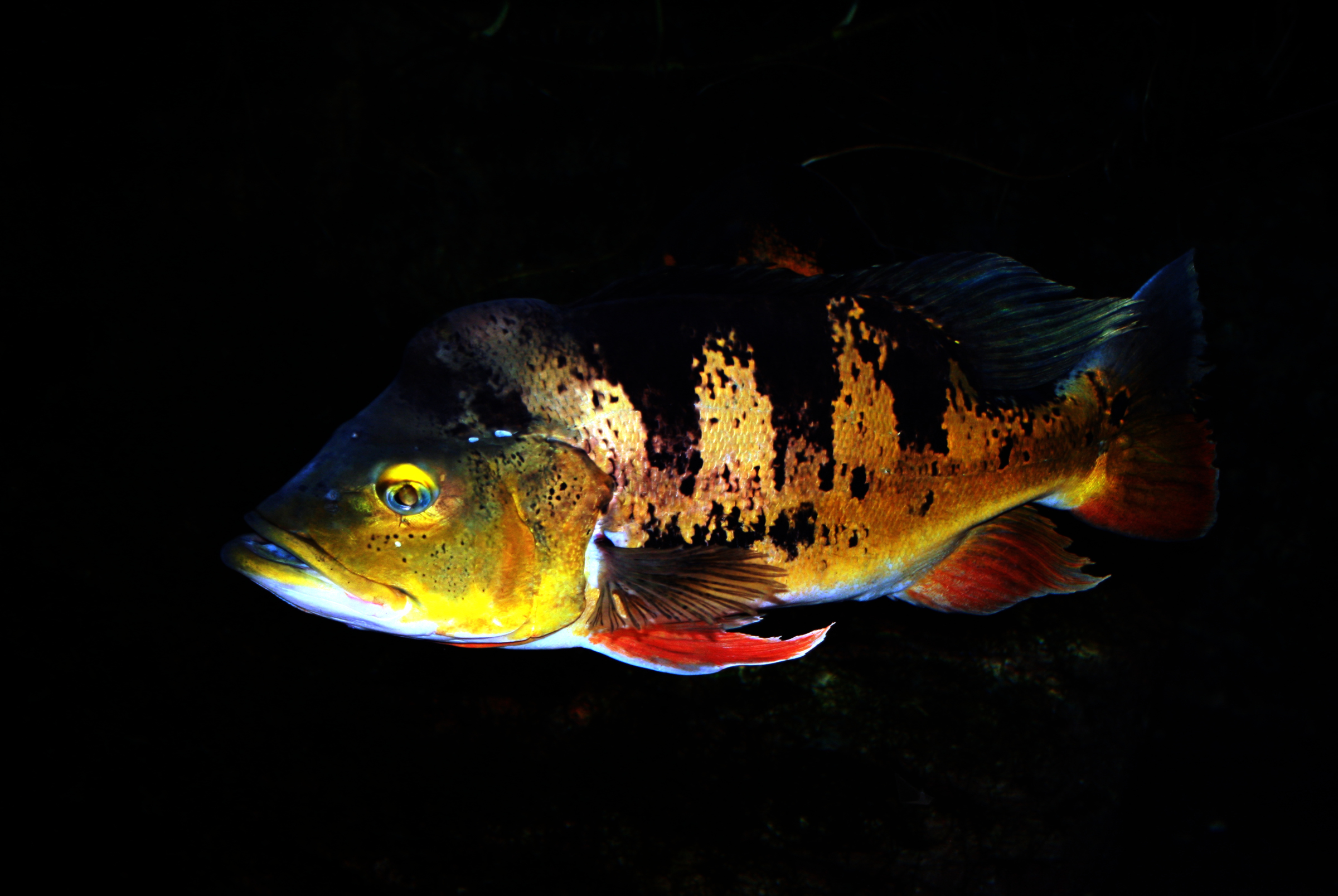
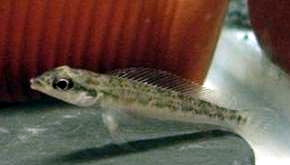

## Các chi
- Cichla
- Crenicichla
- Teleocichla